# Good Game Company
Good Game Companyは、オンライン関連事業を実施するイベント主催同人団体。

## 概要
「楽しいをカタチに。」を提供し続けるオンラインイベント運営団体。

## 来歴
- 2019年11月：団体設立
- 2020年1月5日：GGCシャドバ大会1st[2]
- 2020年1月11日：GGC主催イベント初のプロチーム参戦[3]
- 2020年11月11日：日本学生eスポーツ協会/Gameicの公認団体へ参画[4]
- 2022年2月15日：Lenovo Japan 合同会社との間で団体スポンサーシップ締結[5]

## 大型イベント
- GGC×EcLaiR CUP[6]
- GGC主催ApexLegends大会（スナイプ方式）[7]
- AGCT（カスタム大会）[8]
- GGC杯 Shadowverse[9]

## 掲載メディア
- Yahoo!ニュース
- マイナビニュース[10]
- LINEニュース
- PR Times
- Smart News
- ファミ通
- Gameクロス
- ALLIENWARE ZONE

等々